# Barclose
Barclose – przysiółek w Anglii, w Kumbrii. Leży 9 km na północny wschód od miasta Carlisle i 424 km na północny zachód od Londynu. W civil parish Scaleby.